# Ewgeni Kamenow
Ewgeni Gantschew Kamenow (bulgarisch Евгени Ганчев Каменов, * 29. Dezember 1908 in Sofia; † 24. Oktober 1985 ebenda) war ein bulgarischer Wirtschaftswissenschaftler und Diplomat.

## Leben
Er trat 1931 der Bulgarischen Kommunistischen Partei bei. Kamenow studierte Rechts- und Staatswissenschaften an der Universität Sofia und wurde später Professor für politische Ökonomie. Er wurde 1952 korrespondierendes Mitglied, 1961 ordentliches Mitglied der Bulgarischen Akademie der Wissenschaften. Am Institut für internationale Beziehungen und sozialistische Integration der Akademie leitete er die Abteilung Afrika und Asien. Von 1954 bis 1962 war er bulgarischer Botschafter in Frankreich und ab 1956 ständiger Vertreter Bulgariens bei der UNESCO in Paris.
Seine wissenschaftliche Tätigkeit befasste sich vor allem mit internationalen Wirtschaftsbeziehungen, politischer Ökonomie Afrikas und nicht-kapitalistischen Entwicklungsmodellen.

## Werke (Auswahl)
- Kapitalŭt na Karl Marks i nas̆ata sŭvremennost, 1969